# 永久凋萎点

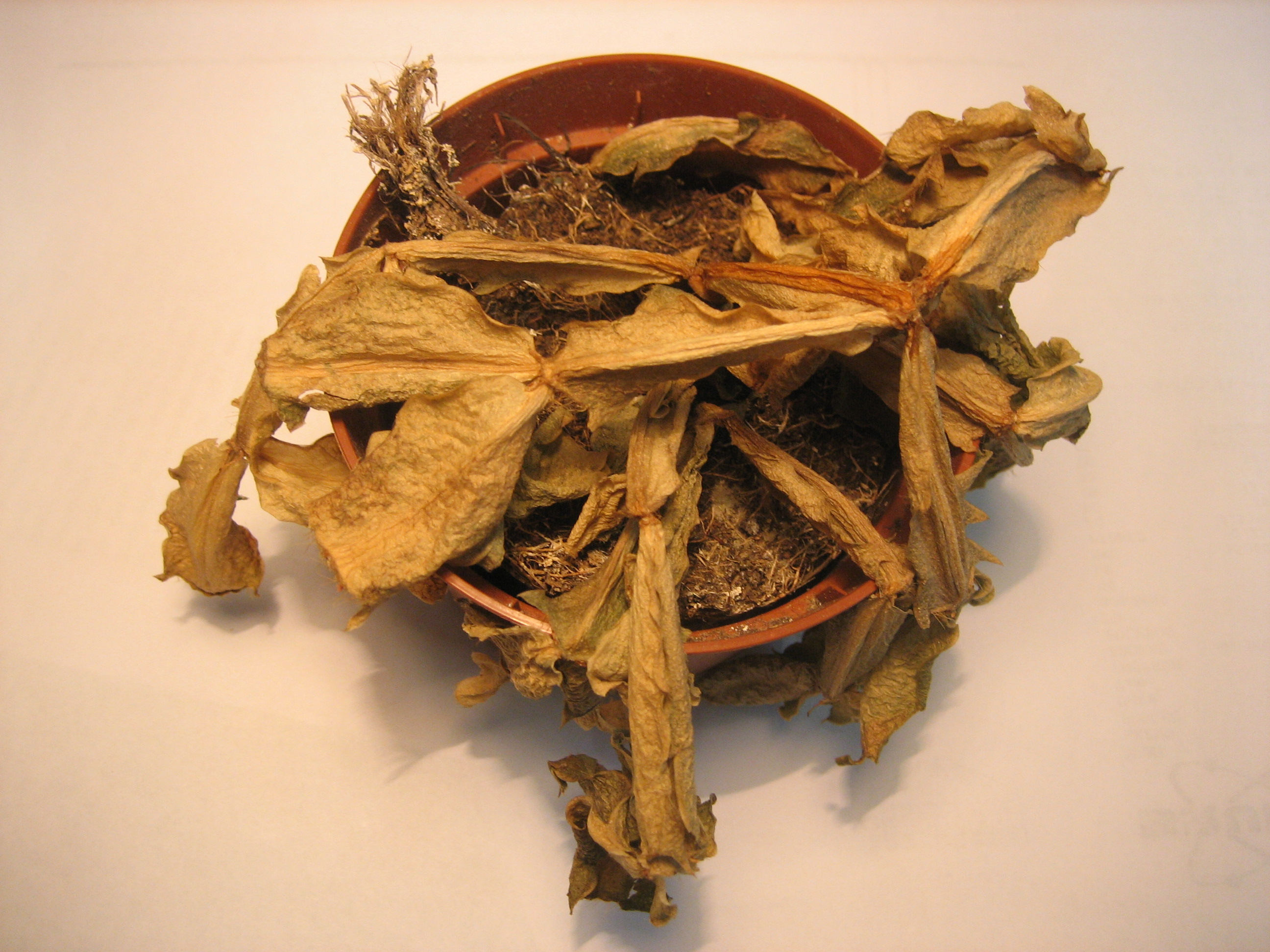
生长在已超过永久凋萎点的土壤中的植物.

永久凋萎点（英語：permanent wilting point，縮寫為PWP）或称凋萎点（wilting point，縮寫為WP）是指植物能从中获取水分、不会凋萎的最小土壤湿度。凋萎是指植物非木質部分喪失強度、植物葉片暫時下垂或反卷的現象，通常發生於土壤水分不足、或人類將其挖出後重新栽植的時候。如果土壤湿度低于永久凋萎点，那么在饱和空气中的植物在12小时内就会枯萎。凋萎点（通常用符号θpwp或θwp表示）的物理学定义为-1500 J/kg （-15 bar）吸水压力下的土壤含水量。

## 历史
永久凋萎点这一概念最早于1910年左右提出。莱曼·布里格斯和Homer LeRoy Shants在1912年提出了凋萎係數的概念，该概念的定义是：在不往土里浇水以及空气湿度接近饱和的前提下，种植于该土壤中的植物开始枯萎并且无法从枯萎中恢复，此时的土壤含水量被称为凋萎係數（Taiz and Zeiger, 1991）。
加利福尼亚大学戴维斯分校的Frank Veihmeyer和Arthur Hendrickson认为这个量对于土壤来说应该是个常数，不会受到环境因素的影响。Lorenzo A. Richards指出，应该把它定义为-15 bar压力下的土壤含水量。